# فریبورگ (اون‌اشتروت)
شهر فریبورگ در ایالت زاکسن-آنهالت در کشور آلمان واقع شده‌است.